# Miss Peregrine et les Enfants particuliers
Cet article concerne le roman. Pour le film de Tim Burton, voir Miss Peregrine et les Enfants particuliers (film).
Miss Peregrine et les Enfants particuliers (titre original : Miss Peregrine's Home for Peculiar Children) est un roman fantastique de l'auteur américain Ransom Riggs. Il est paru originellement aux États-Unis le 7 juin 2011 (éditions Quirk Books), puis a été publié en France le 21 septembre 2016 par Bayard Jeunesse.
Des photographies en noir et blanc ponctuent le récit et lui donnent un caractère singulier. Fasciné depuis l'enfance par la photographie, Ransom Riggs collectionne les clichés, qu'il déniche dans des brocantes et marchés aux puces. Comme l'évoque l'auteur, l'objectif n'est pas de récupérer tout et n'importe quoi : "Moi, je collectionne les trucs bizarres, les photos qui vous font dresser les poils de la nuque. L'étrange. Je ne parle pas de bêtes de foire ni d'enfants en costume d'Halloween, je parle de photos qui nous dérangent, d'une manière qu'il est difficile de décrire (...) Le genre de photos qui semble vous fixer depuis l'autre bout de la pièce".

## Résumé
Le premier roman relate l'histoire extravagante de Jacob Portman, 16 ans, qui, à la suite de la mort de son grand-père, est poussé presque malgré lui à se rendre dans le mystérieux orphelinat de Cairnholm, où son aïeul a passé son enfance. Avec pour seul indice une lettre, dont l'auteur est Miss Peregrine Faucon, Jacob tente de comprendre ce qui a pu se produire dans cet établissement, et peut-être même de retrouver les enfants particuliers — qui sait ? Une fois sur l'île, le jeune homme découvre de nouvelles photographies étranges. Grâce à celles-ci, il parvient à percer l'un des nombreux secrets de son défunt grand-père, à retrouver les traces du légendaire orphelinat et à démêler peu à peu les fils du futur.

## Accueil
Miss Peregrine et les Enfants particuliers est resté au total pendant 63 semaines sur la New York Times Best Seller list à la première place de la section livres pour enfants.

## Suites
- Miss Peregrine et les enfants particuliers
- Hollow City
- La Bibliothèque des âmes
- La Carte des jours
- La Conférence des oiseaux
- Les Désolations de l'Arpent du Diable

## Adaptation
Tim Burton a réalisé une adaptation cinématographique sortie le 30 septembre 2016.